# Mitromorpha dalli
Mitromorpha dalli é uma espécie de gastrópode do gênero Mitromorpha, pertencente a família Mitromorphidae.